# Langstekelijshaai
De langstekelijshaai (Scymnodon macracanthus synoniem: Proscymnodon macracanthus) is een vis uit de familie Somniosidae (volgens oudere inzichten de familie Dalatiidae) en behoort in elk geval tot de orde van doornhaaiachtigen (Squaliformes). De vis kan een lengte bereiken van 68 centimeter.

## Leefomgeving
De langstekelijshaai is een zoutwatervis. De vis prefereert diep water en leeft hoofdzakelijk in de Grote Oceaan. De soort komt voor op dieptes tussen 650 en 920 meter.

## Relatie tot de mens
De langstekelijshaai is voor de visserij van geen belang. In de hengelsport wordt er weinig op de vis gejaagd.